# Pat Conway
Patrick Douglas Conway, detto Pat (Los Angeles, 9 gennaio 1931 – Los Angeles, 24 aprile 1981), è stato un attore statunitense.
Era figlio del produttore, regista e attore Jack Conway.

## Filmografia parziale

### Cinema
- Perfido invito (Invitation), regia di Gottfried Reinhardt (1952)
- Cantando sotto la pioggia (Singin' in the Rain), regia di Stanley Donen e Gene Kelly (1952) - non accreditato
- Scaramouche, regia di George Sidney (1952) - non accreditato
- I cadetti della 3ª brigata (The Blue and Gold), regia di Don Siegel (1955)
- Il grido delle aquile (Screaming Eagles), regia di Charles F. Haas (1956)
- I trafficanti di Hong Kong (Flight to Hong Kong), regia di Joseph M. Newman (1956)
- La mantide omicida (The Deadly Mantis), regia di Nathan Juran (1957)
- Geronimo! (Geronimo), regia di Arnold Laven (1962)

### Televisione
- Gunsmoke – serie TV, 4 episodi (1955-1973)
- Crossroads – serie TV, episodio 2x13 (1956)
- West Point – serie TV, episodio 1x16 (1957)
- Tombstone Territory – serie TV, 91 episodi (1957-1960)
- The Dick Powell Show – serie TV, episodio 1x19 (1962)
- Ripcord – serie TV, episodio 2x05 (1962)
- Branded – serie TV, episodio 1x05 (1965)
- Bonanza – serie TV, 3 episodi (1965-1968)
- Iron Horse – serie TV, episodio 1x14 (1966)
- Hondo – serie TV, episodio 1x03 (1967)
- Tarzan – serie TV, episodio 2x15 (1968)
- Le strade di San Francisco (The Streets of San Francisco) – serie TV, 2 episodi (1972-1975)
- Il rapimento di Anna (The Abduction of Saint Anne) – film TV (1975)